# Gyárfás József

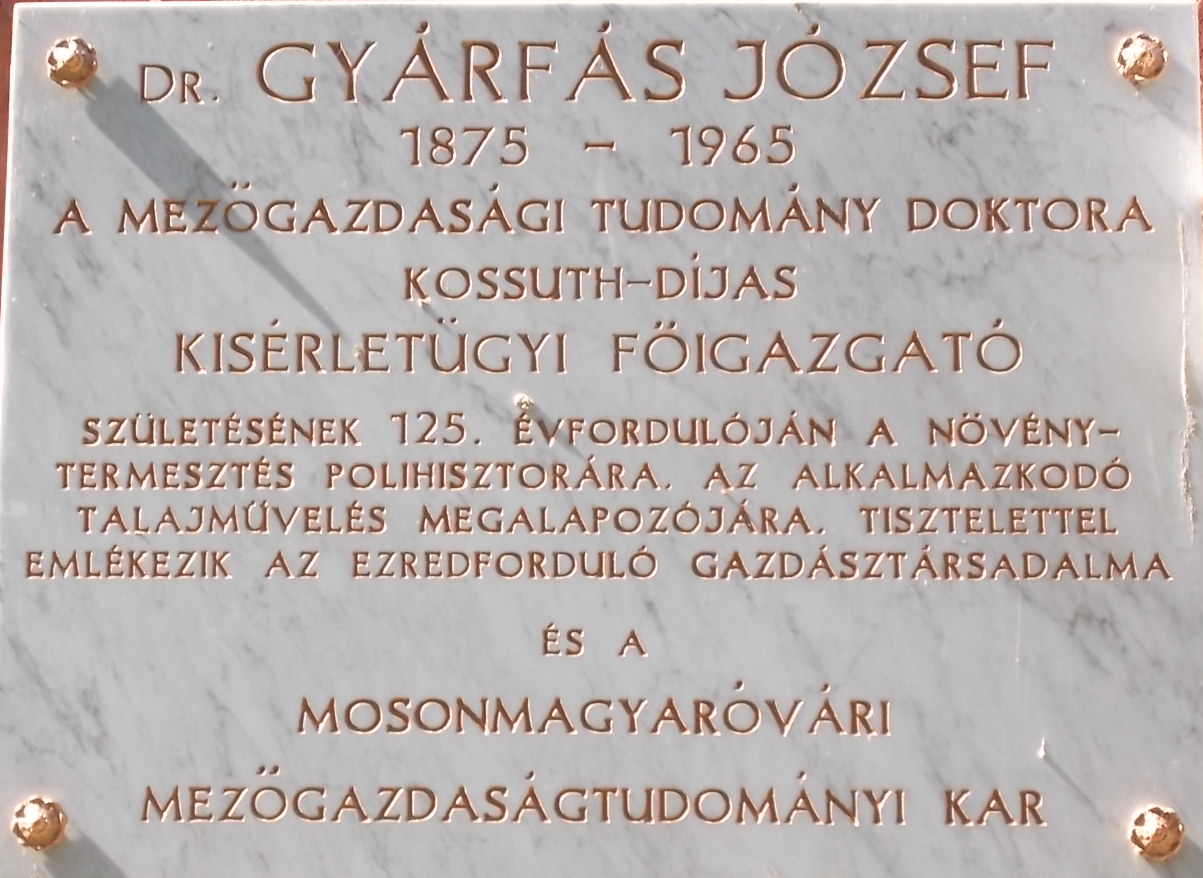
Emléktáblája Mosonmagyaróváron

Gyárfás József (eredeti neve: Grünwald; Garany, 1875. augusztus 7. – Mosonmagyaróvár, 1965. június 26.) kísérletügyi főigazgató, a mezőgazdaság kiemelkedő tudósa.

## Életrajza
1875. augusztus 7-én született a Zemplén megyei Garanyban Grünvald József (1850–1875) számtartó és Koller Mária fiaként. Édesapja a gyermek születése előtt elhunyt. 1896-ban kitűnő végbizonyítvánnyal fejezte be tanulmányait a Magyaróvári Magyar Királyi Gazdasági Akadémián. Egy év múlva Cserháti Sándor professzor hívta maga mellé dolgozni. Cserháti halála után Gyárfást bízták meg a magyaróvári Országos Növénytermelési Kísérleti Állomás vezetésével. 35 évi szolgálat után 1933-ban innen vonult nyugdíjba. Kutatómunkája és kísérletei során eredményesen foglalkozott a trágyázás és a szennyvizek hasznosításának kérdéseivel, de maradandót alkotott a szántóföldi növénytermesztés fejlesztésében is. Kiváló emberi tulajdonságokkal rendelkező kutató és gyakorlati szakember volt. Pályafutása során húsz önálló művén kívül mintegy hatszáz szakközleményt írt a hazai és külföldi szaklapokba. 85 éves koráig írt és előadója volt szakmai tanfolyamoknak, egyik tanítványa Szász Ferenc, akiből kiváló növénynemesítő vált.
Munkája elismeréseként 1955-ben Kossuth-díjat kapott. 1965. június 26-án hunyt el Mosonmagyaróváron 89 éves korában. Emlékét utca őrzi a városban. Családja Keszthelyen helyezte örök nyugalomra.

## Kötetei (válogatás)
- A Hermann-féle gazdálkodási rendszer és tengeri termelési mód ismertetése. Budapest, 1907.
- Lucerna és lóherekísérletek tanulsága. Magyaróvár, 1913.
- A zöldtrágyázás. Magyaróvár, 1916. (Többször is kiadva 1926, 1951)
- Magyar dry-farming. Sikeres gazdálkodás szárazságban. Budapest, 1922.
- A napraforgótermesztés zsebkönyve. Győr, 1925.
- A műtrágyázás gyakorlata. Győr, 1926.